# Espineta de la Melanèsia
L'espineta de la Melanèsia (Gerygone flavolateralis) és una espècie d'ocell de la família dels acantízids (Acanthizidae) que habita boscos i vegetació secundària a diverses illes de la Melanèsia.

## Taxonomia
S'han descrit 4 subespècies:
- G. f. flavolateralis (Gray, GR, 1859), de Nova Caledònia.
- G. f. lifuensis (Sarasin, 1913), de l'illa de Lifou.
- G. f. rouxi (Sarasin, 1913) de l'illa Ouvéa.
- G. f. correiae Mayr, 1931. Illes Banks i Vanuatu.